# Palisota
Genre
Palisota est un genre de plantes de la famille des Commelinaceae.

## Liste d'espèces
Selon Catalogue of Life (8 décembre 2017) :
- Palisota alopecurus Pellegr.
- Palisota ambigua (P.Beauv.) C.B.Clarke
- Palisota barteri Hook.f.
- Palisota bogneri Brenan
- Palisota brachythyrsa Mildbr.
- Palisota bracteosa C.B.Clarke
- Palisota flagelliflora Faden
- Palisota gracilior Mildbr.
- Palisota hirsuta (Thunb.) K.Schum.
- Palisota lagopus Mildbr.
- Palisota laurentii De Wild.
- Palisota laxiflora C.B.Clarke
- Palisota mannii C.B.Clarke
- Palisota myriantha K.Schum.
- Palisota orientalis K.Schum.
- Palisota pedicellata K.Schum.
- Palisota preussiana K.Schum. ex C.B.Clarke
- Palisota pynaertii De Wild.
- Palisota satabiei Brenan
- Palisota schweinfurthii C.B.Clarke
- Palisota thollonii Hua

Selon GRIN (8 décembre 2017) :
- Palisota albertii L. Gentil
- Palisota hirsuta (Thunb.) K. Schum.
- Palisota pynaertii De Wild.

Selon ITIS (8 décembre 2017) :
- Palisota bracteosa C.B. Clarke

Selon NCBI (8 décembre 2017) :
- Palisota albertii
- Palisota ambigua
- Palisota barteri
- Palisota bogneri
- Palisota bracteosa
- Palisota mannii

Selon The Plant List (8 décembre 2017) :
- Palisota alopecurus Pellegr.
- Palisota ambigua (P.Beauv.) C.B.Clarke
- Palisota barteri Hook.f.
- Palisota bicolor Mast.
- Palisota bogneri Brenan
- Palisota brachythyrsa Mildbr.
- Palisota bracteosa C.B.Clarke
- Palisota congolana Hua
- Palisota flagelliflora Faden
- Palisota gracilior Mildbr.
- Palisota hirsuta (Thunb.) K.Schum.
- Palisota lagopus Mildbr.
- Palisota laurentii De Wild.
- Palisota laxiflora C.B.Clarke
- Palisota mannii C.B.Clarke
- Palisota myriantha K.Schum.
- Palisota orientalis K.Schum.
- Palisota pedicellata K.Schum.
- Palisota preussiana K.Schum. ex C.B.Clarke
- Palisota pynaertii De Wild.
- Palisota satabiei Brenan
- Palisota schweinfurthii C.B.Clarke
- Palisota thollonii Hua
- Palisota thyrsostachya Mildbr.
- Palisota waibelii Mildbr.

Selon Tropicos (8 décembre 2017) (Attention liste brute contenant possiblement des synonymes) :
- Palisota albertii L. Gentil
- Palisota alopecurus Pellegr.
- Palisota ambigua (P. Beauv.) C.B. Clarke
- Palisota barteri Hook.
- Palisota bicolor Mast.
- Palisota bogneri Brenan
- Palisota brachythyrsa Mildbr.
- Palisota bracteosa C.B. Clarke
- Palisota congolana Hua
- Palisota elizabethiae L. Gentil
- Palisota flagelliflora Faden
- Palisota gracilior Mildbr.
- Palisota hirsuta (Thunb.) K. Schum.
- Palisota lagopus Mildbr.
- Palisota laurentii De Wild.
- Palisota laxiflora C.B. Clarke
- Palisota maclaudii Cornu
- Palisota mannii C.B. Clarke
- Palisota megalophylla Mildbr.
- Palisota micrantha K. Schum. ex C.B. Clarke
- Palisota myriantha K. Schum.
- Palisota orientalis K. Schum.
- Palisota pedicellata K. Schum.
- Palisota plagiocarpa Hua
- Palisota preussiana K. Schum. ex C.B. Clarke
- Palisota prionostachys C.B. Clarke
- Palisota pynaertii De Wild.
- Palisota satabiei Brenan
- Palisota schweinfurthii C.B. Clarke
- Palisota staudtii K. Schum.
- Palisota stipellata Sessé & Moc.
- Palisota thollonii Hua
- Palisota thyrsiflora Benth.
- Palisota thyrsostachya Mildbr.
- Palisota waibelii Mildbr.